# Thallarcha partita
Espèce
Synonymes
- Eutane partita Walker, 1869[1]
- Eutane tineoides R. Felder, 1874[1]
- Pitane amanda R. Felder & Rogenhofer, 1875[1]

Thallarcha partita est une espèce de lépidoptères (papillons) de la famille des Erebidae et de la sous-famille des Arctiinae.
Elle est endémique d'Australie, où on la trouve au Queensland, en Nouvelle-Galles du Sud et au Victoria.
L'imago a une envergure de 15 mm environ.